# Премия RU.TV 2016
VI премия вручения Русской Музыкальной Премии телеканала RU.TV 2016 — шестая музыкальная премия телеканала RU.TV.
Церемония вручения проходила 28 мая 2016 года в московском концертном зале Crocus City Hall.
Прямая трансляция церемонии проходила на телеканале и сайте телеканала, также во всех социальных сетях. Periscope телеканала RU.TV вела Катя Жужа.
Ведущие премии — певец и актёр Филипп Киркоров совместно с певицей и телеведущей Верой Брежневой, их сменяли телеведущий Андрей Малахов и телеведущая и актриса Елена Север.

## Голосование
Голосование за артистов проходило в режиме онлайн на официальном сайте телеканала RU.TV в период с 28 апреля 2016 года по 27 мая 2016 года. 27 мая телеканал подвёл итоги голосования, не придавая их широкой огласке. Прямая трансляция проходила 28 мая с 19:30, начало Красной дорожки было запланировано на 17:00.

## Выступления
| Исполнитель               | Песня                    |
| ------------------------- | ------------------------ |
|                           | «Официальный гимн RU.TV» |
| IOWA                      | «Бьёт бит»               |
| Centr и A’Studio          | «Далеко»                 |
| Quest Pistols Show        | «Непохожие»              |
| Alekseev                  | «Пьяное солнце»          |
| Алексей Воробьёв          | «Сумасшедшая»            |
| Сергей Лазарев            | «Это всё она»            |
| Полина Гагарина и Баста   | «Голос»                  |
| Вера Брежнева             | «Номер 1»                |
| Григорий Лепс и Ани Лорак | «Уходи по-английски»     |
| Егор Крид                 | «Будильник»              |
| Светлана Лобода           | «К чёрту любовь»         |
| Ёлка                      | «Грею счастье»           |

## Номинации
| Лучший певец | Лучшая певица |
| --- | --- |
| - Дима Билан - Егор Крид - Сергей Лазарев - Валерий Меладзе - Григорий Лепс | - Ани Лорак - Вера Брежнева - Полина Гагарина - Ёлка - Ирина Дубцова |
| Лучшая группа | Лучший старт |
| - IOWA - ВИА Гра - Serebro - MBAND - Quest Pistols Show | - Alekseev — «Пьяное солнце» - Те100стерон — «Это не девочка» - Юлианна Караулова — «Ты не такой» - Елена Темникова — «Ревность» - Artik & Asti — «Никому не отдам» |
| Лучший дуэт | Лучшая песня |
| - Natan feat. Елена Темникова — «Наверно» - T-killah feat.Александр Маршал — «Я буду помнить» - Мот feat. Бьянка — «Абсолютно всё» - MC Doni feat. Натали — «Ты такой» - Centr feat. A’Studio — «Далеко» | - Дима Билан — «Не молчи» - Юлианна Караулова — «Ты не такой» - Время и Стекло — «Имя 505» - LOBODA — «К чёрту любовь» - Alekseev — «Пьяное солнце» |
| Самое сексуальное видео | Видео на выезде |
| - Полиграф ШарикOFF — «Только секс» - Бьянка — «Sexy Frau» - Потап и Настя feat. Бьянка — «Стиль собачки» - Татьяна Котова — «Я буду сильней» - Анна Седокова — «Пока, милый!» | - LOBODA — «Пора домой» (Турция, Стамбул) - Сати Казанова — «Спит моё счастье» (Иордания, Петра) - Винтаж feat. DJ Smash — «Город, где сбываются мечты» (Армения, Ереван) - Мот — «День и ночь» (ОАЭ, Дубай; Малайзия, Куала-Лумпур) - Потап и Настя — «Бумдиггибай» (Кипр) |
| Лучший саундтрек | Лучший видеоклип |
| - DJ Groove & Burito — «Я найду тебя» (OST «Зелёная карета») - Баста — «Там, где нас нет» (OST «Родина») - Би-2 — «Три сантиметра над землёй» (OST «Клинч») - Офицеры группы «Альфа», Любэ, Алексей Филатов — «А зори здесь тихие-тихие» (OST «А зори здесь тихие») - Ёлка — «Моревнутри» (OST «Без границ») | - Полина Гагарина — «Я не буду» - Алексей Воробьёв — «Сумасшедшая» - Сергей Лазарев — «Это всё она» - МакSим — «Золотыми рыбками» - Dan Balan — «Плачь» |
| Лучшая актёрская роль в клипе | Лучший HIP-HOP проект |
| - Artik & Asti — «Тебе всё можно» - EMIN — «Забыть тебя» - Валерий и Константин Меладзе — «Мой брат» - Настя Задорожная — «Условный рефлекс» - Валерий Меладзе — «Белые птицы» | - CENTR - L’One - T-killah - Баста - Мот |
| Лучший танцевальный клип | Самый странный прикид года |
| - Нюша — «Где ты, там я» - A-Dessa — «Караочен» - IOWA — «Бьёт бит» - Quest Pistols Show ft. MONATIK — «Мокрая» - Егор Крид — «Будильник» | - Денис Клявер - Дмитрий Колдун - Сергей Зверев - Наташа Королёва - Сергей Лазарев |
| Мама года | Свадьба года |
| - Кети Топурия - Наталья Подольская - Виктория Дайнеко - Ирина Билык - Лена Катина | - Ханна и Пашу - Влад Соколовский и Рита Дакота - Виктория Дайнеко и Дмитрий Клейман |
| Кто за ГТО | Фан или профан |
| - Денис Клявер - Джиган - Тимати - Стас Костюшкин - Серёга | - Нюша - Сергей Лазарев - Dan Balan - Егор Крид - Вера Брежнева |

## Другие номинации
| Буду — не буду                       | Креатив года                                                                      |
| ------------------------------------ | --------------------------------------------------------------------------------- |
| - Александр Ревва — «Я буду помнить» | - Ленинград — «Экспонат»                                                          |
| Лучшее шоу года                      | Специальная награда                                                               |
| - Премия «Золотой граммофон»         | - Вручено Игорю Игоревичу Матвиенко за продюсерство группы Иванушки International |